# Rengsjö
Rengsjö är en tätort i Bollnäs kommun och kyrkbyn i Rengsjö socken. Orten ligger öster om Bollnäs. 
I orten finns Rengsjö kyrka.
Här tillverkades Rengsjöbilen mellan åren 1914 och 1916. Här tillverkades även Rengsjöstolen som det endast finns få exemplar kvar av.
Rengsjö hembygdsförening bildades 1940.

## Befolkningsutveckling
| Befolkningsutvecklingen i Rengsjö 1965–2020 | Befolkningsutvecklingen i Rengsjö 1965–2020 | Befolkningsutvecklingen i Rengsjö 1965–2020 | Befolkningsutvecklingen i Rengsjö 1965–2020 | Befolkningsutvecklingen i Rengsjö 1965–2020 |
| ------------------------------------------- | ------------------------------------------- | ------------------------------------------- | ------------------------------------------- | ------------------------------------------- |
|                                             |                                             |                                             |                                             |                                             |
| År                                          |                                             |                                             | Folkmängd                                   | Areal (ha)                                  |
| 1965                                        | 1965                                        |                                             | 253                                         |                                             |
| 1970                                        | 1970                                        |                                             | 244                                         |                                             |
| 1975                                        | 1975                                        |                                             | 264                                         |                                             |
| 1980                                        | 1980                                        |                                             | 296                                         |                                             |
| 1990                                        | 1990                                        |                                             | 254                                         | 59                                          |
| 1995                                        | 1995                                        |                                             | 267                                         | 59                                          |
| 2000                                        | 2000                                        |                                             | 261                                         | 59                                          |
| 2005                                        | 2005                                        |                                             | 272                                         | 59                                          |
| 2010                                        | 2010                                        |                                             | 264                                         | 59                                          |
| 2015                                        | 2015                                        |                                             | 245                                         | 57                                          |
| 2020                                        | 2020                                        |                                             | 243                                         | 57                                          |
| Anm.: Ny tätort 1965                        |                                             |                                             |                                             |                                             |